# Dodatek
Dodatek – część wsi Tomaszówka w Polsce, położona w województwie mazowieckim, w powiecie lipskim, w gminie Lipsko.
W latach 1975–1998 Dodatek należał administracyjnie do województwa radomskiego.